# John Blankenstein
John Blankenstein (De Bilt, 12 de febrero de 1949 – La Haya, 25 de agosto de 2006) fue un árbitro de fútbol neerlandés, conocido por ser uno de los primeros atletas homosexuales en salir del armario en los Países Bajos.
Tras jugar como amateur, arbitró juegos de 1966 a 1995, al nivel más alto de la FIFA. Los momentos más importantes de su carrera fueron la final de la Copa de la UEFA en 1993 y estar entre los árbitros elegidos para la Eurocopa de 1992.
Blankenstein estuvo activo en varias ONG que luchaban en contra de la discriminación y permaneció como una celebridad en los Países Bajos.
El viernes, 25 de agosto de 2006 Blankenstein murió en el hospital de Leyenburg, en La Haya debido a una rara enfermedad del riñón.